# Joan Jordi II d'Anhalt-Dessau
Joan Jordi II d'Anhalt-Dessau (en alemany Johann Georg II. von Anhalt-Dessau) va néixer a Dessau (Alemanya) el 17 de novembre de 1627 i va morir a Berlín el 7 d'agost de 1693. Va ser un príncep alemany de la Casa d'Ascània, el segon fill i únic supervivent de Joan Casimir d'Anhalt-Dessau (1596-1660) i d'Agnès de Hessen-Kassel (1606-1650).
Després de la mort del seu pare, el 15 de juliol de 1660 va assumir el govern del principat d'Anhalt-Dessau. També va heretar els dominis d'Aschersleben, que havia estat controlat per Brandenburg-Prússia des de 1648.
Joan Jordi II va fer la seva carrera militar al servei de l'exèrcit de Prússia, i l'elector  Frederic Guillem el va nomenar mariscal de camp el 1670. Durant la campanya contra els francesos pel control d'Alsàcia el 1674, la major part de l'exèrcit de Frederic Guillem va centrar-se a la zona de Francònia, a Schweinfurt. Joan Jordi es va quedar comandant les tropes que quedaven a Brandenburg. Aleshores, el rei Lluís XIV de França va convèncer el rei Carles XI de Suècia per envair Brandenburg, cosa que va poder fer fàcilment donada l'escassetat de recursos per a dirigir-ne la defensa. Més tard, el 1675, el príncep de Dessau va participar en la campanya de represàlia empresa per Frederic Guillem el 1675, i en la batalla de Fehrbellin.
El 1683 Joan Jordi II va viatjar a Passau, en principi per parlar sobre la participació de Brandenburg en les guerres otomanes, amb l'emperador Leopold d'Habsburg, encara que el seu principal objectiu era assessorar-lo en una nova guerra contra França. El príncep va reafirmar l'aliança de Brandenburg amb la monarquia austríaca.

## Família
El 9 de setembre de 1659 es va casar a Groningen amb la princesa Enriqueta Caterina de Nassau (1637 – 1708), filla del príncep d'Orange Frederic Enric d'Orange-Nassau (1584 – 1647) i d'Amàlia de Solms-Braunfels (1602 – 1675). El matrimoni va tenir deu fills: 
- Amàlia Lluïsa, nascuda i morta el 1660.
- Enriqueta Amàlia, nascuda i morta el 1662.
- Frederic Casimir (1663 – 1665).
- Elisabet Albertina (1665 – 1706), casada amb Enric de Saxònia-Weissenfels (1657 – 1728).
- Enriqueta Amàlia (1666 – 1726), casada amb Enric Casimir II de Nassau-Dietz (1657 – 1696).
- Lluïsa Sofia (1667 – 1678).
- Maria Elionor (1671 – 1756), casada amb el duc d'Olika, Jerzy Radziwiłł († 1689).
- Enriqueta Agnès (1674 – 1729).
- Leopold (1676 – 1747), príncep d'Anhalt-Dessau
- Joana Carlota (1682 – 1750), casada amb Felip Guillem de Brandenburg-Schwedt (1669 – 1711).